# Пермь II
Пермь II (Пермь Вторая, до 1909 года — Заимка, до 1910 года — Пермь-Заимка) — железнодорожная станция Пермского региона Свердловской железной дороги, находящаяся в городе Перми, административном центре Пермского края. Здесь же расположен главный железнодорожный вокзал города.

## История
Станция открыта в 1899 году.

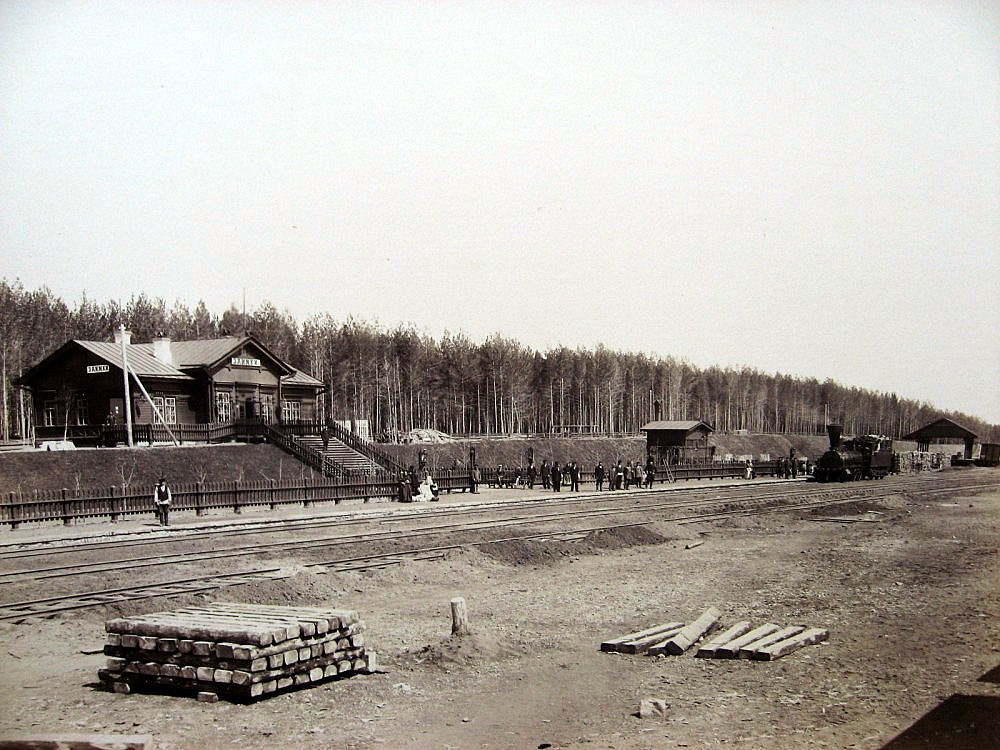
Станция Заимка в 1901 году

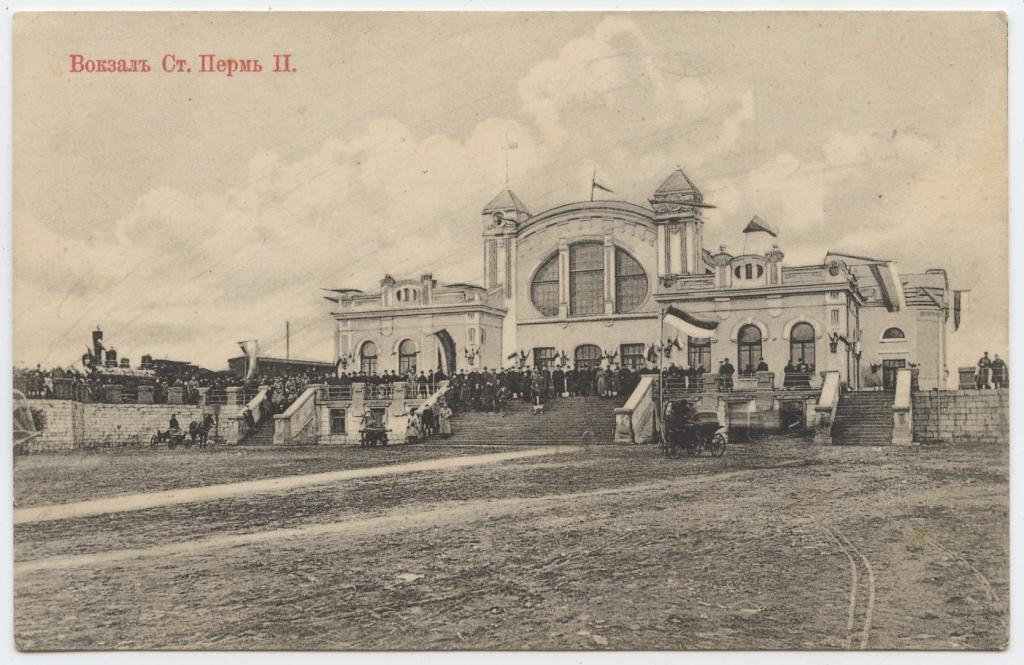
Станция Пермь II (фото 1910—1917 гг.)

18 апреля 1910 станция Пермь-Заимка переименована в станцию Пермь II, а станция Пермь — в станцию Пермь I.
В 1931 году, после запуска трамвая в Перми, трамвайную линию довели до станции Пермь II, здесь на привокзальной площади было построено трамвайное кольцо, позже пути и кольцо с центральной части площади перенесли севернее.
В 1961 году, в ходе электрификации участка Пермь — Верещагино, станция была электрифицирована на постоянном токе 3кВ.
Со временем вокзал перестал справляться с возросшими пассажиропотоками и встал вопрос о строительстве нового здания. Реконструкция началась в 1950-е годы, а в 1963 году строительство вокзала «Пермь II» с подземными переходами было закончено. Здание расширили на запад, и надстроили двумя этажами.

## Наши дни
С 2006 года обсуждаются планы реконструкции вокзала и, возможно, создания совмещённого транспортного узла с постройкой нового автобусного вокзала. В проектных работах принимала участие немецкая компания Deutsche Bahn, специалисты которой 23 декабря 2010 года презентовали итоговую концепцию реконструкции главных железнодорожных ворот Прикамья.
В 2011—2024 годах недалеко от вокзала находились Пермские ворота — арт-объект из брёвен, выложенных огромной четырёхсторонней буквой П.

## Вокзал

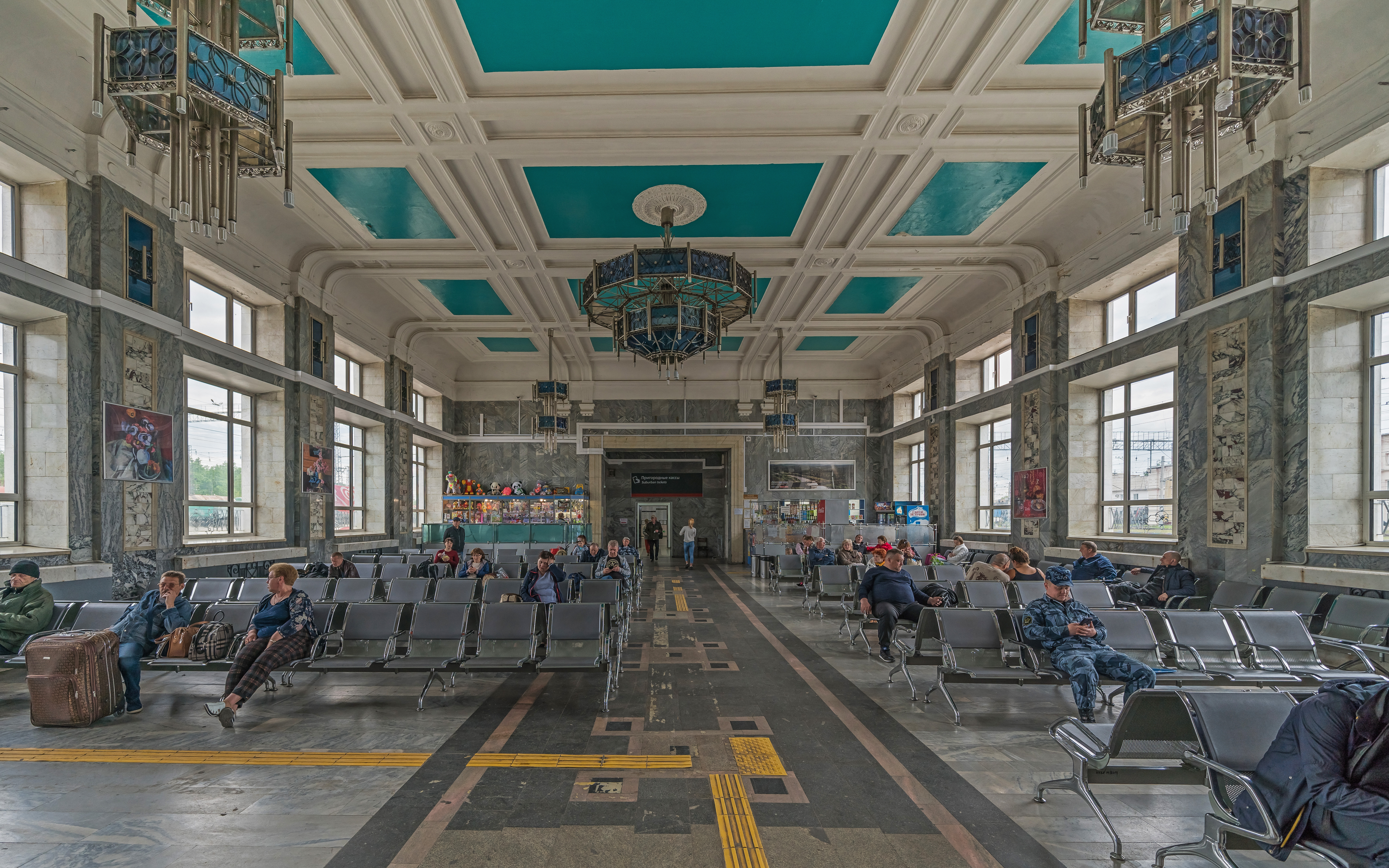
Зал ожидания в здании вокзала

Вокзал имеет два выхода: с одной стороны поезда отходят по главной линии дороги (Киров — Пермь — Екатеринбург), с другой — по передаточной ветке на старый вокзал Пермь I и горнозаводское направление.
К услугам пассажиров на вокзале находятся 2 кассовых зала, 6 залов ожидания, комнаты отдыха, камеры хранения, медпункт, ресторан, зал повышенной комфортности, буфет, банкоматы и детский зал. Адрес вокзала: 614068, Россия, г. Пермь, ул. Ленина, 89.
Старый вокзал, до реконструкции, снят в комедии 1947 года «Поезд идет на восток».

## Деятельность

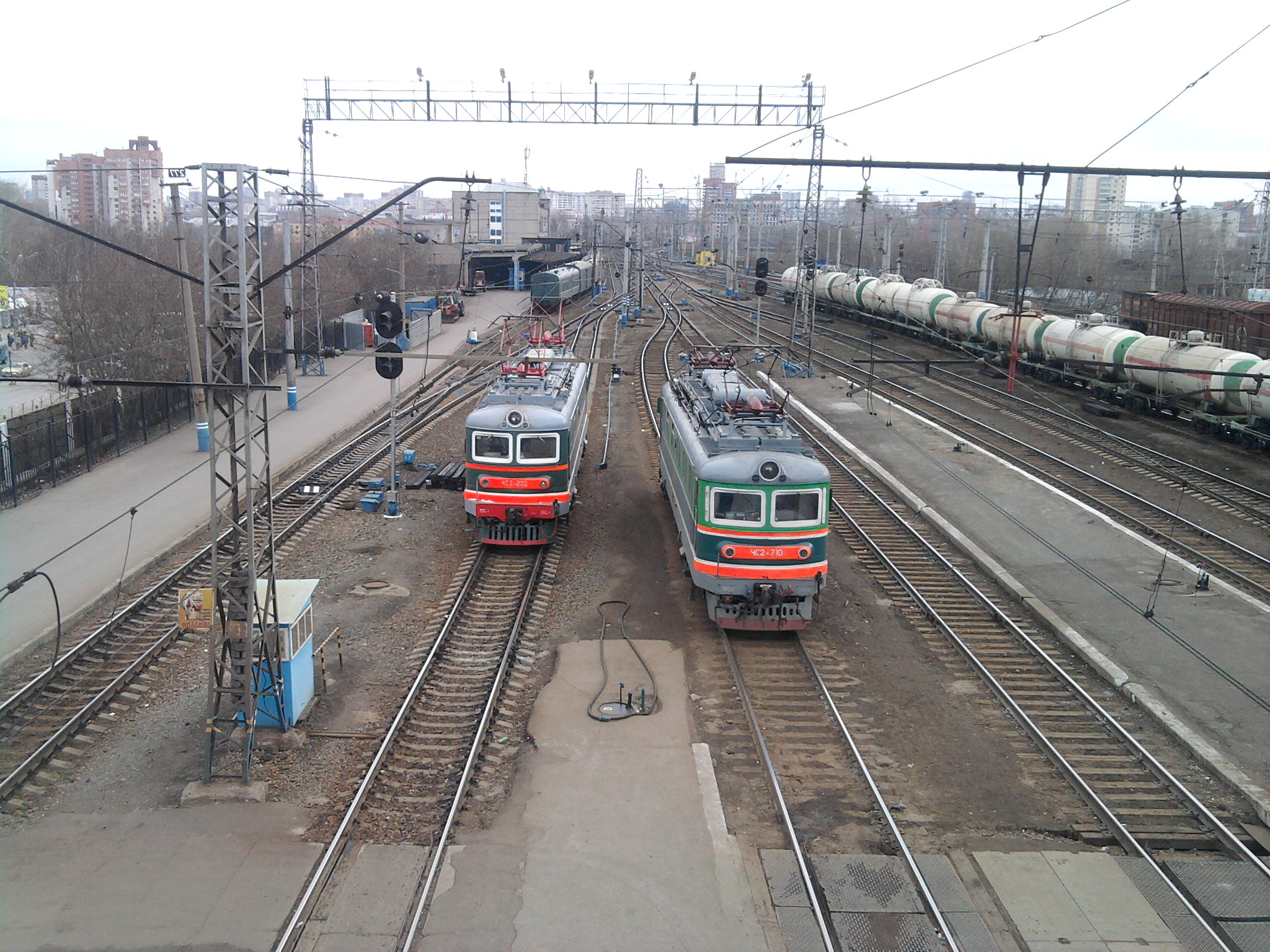
Электровозы ЧС2 на станции Пермь II

Станция открыта для грузовой работы.
Коммерческие операции, выполняемые на станции:
- продажа пассажирских билетов[2];
- приём и выдача багажа[2];
- приём и выдача повагонных и мелких отправок грузов (подъездные пути)[2];
- приём и выдача мелких отправок грузов (открытые площадки)[2].

## Дальнее следование по станции
По состоянию на апрель 2021 года через станцию курсируют следующие поезда дальнего следования:

### Круглогодичное движение поездов
| № поезда                  | Маршрут движения               | № поезда                  | Маршрут движения               |
| ------------------------- | ------------------------------ | ------------------------- | ------------------------------ |
| 1 «Россия»                | Владивосток — Москва           | 2 «Россия»                | Москва — Владивосток           |
| 3                         | Пекин — Москва                 | 4                         | Москва — Пекин                 |
| 5                         | Улан-Батор — Москва            | 6                         | Москва — Улан-Батор            |
| 7 «Кама»                  | Пермь — Москва                 | 8 «Кама»                  | Москва — Пермь                 |
| 11 «Ямал»                 | Новый Уренгой — Москва         | 12 «Ямал»                 | Москва — Новый Уренгой         |
| 13 «Новокузнецк»          | Новокузнецк — Санкт-Петербург  | 14 «Новокузнецк»          | Санкт-Петербург — Новокузнецк  |
| 19 «Восток»               | Пекин — Москва                 | 20 «Восток»               | Москва — Пекин                 |
| 37 «Томич»                | Томск — Москва                 | 38 «Томич»                | Москва — Томск                 |
| 63                        | Новосибирск — Минск            | 64                        | Минск — Новосибирск            |
| 67                        | Абакан — Москва                | 68                        | Москва — Абакан                |
| 69                        | Чита — Москва                  | 70                        | Москва — Чита                  |
| 71 «Демидовский экспресс» | Екатеринбург — Санкт-Петербург | 72 «Демидовский экспресс» | Санкт-Петербург — Екатеринбург |
| 73                        | Тюмень — Санкт-Петербург       | 74                        | Санкт-Петербург — Тюмень       |
| 83 «Северный Урал»        | Приобье — Москва               | 84 «Северный Урал»        | Москва — Приобье               |
| 91                        | Северобайкальск — Москва       | 92                        | Москва — Северобайкальск       |
| 99                        | Владивосток — Москва           | 100                       | Москва — Владивосток           |
| 103                       | Новосибирск — Брест            | 104                       | Брест — Новосибирск            |
| 109                       | Новый Уренгой — Москва         | 110                       | Москва — Новый Уренгой         |
| 142Е «Таврия»             | Пермь — Симферополь            | 142С «Таврия»             | Симферополь — Пермь            |
| 145                       | Челябинск — Санкт-Петербург    | 146                       | Санкт-Петербург — Челябинск    |
| 325                       | Пермь — Новороссийск           | 326                       | Новороссийск — Пермь           |
| 353                       | Пермь — Адлер                  | 354                       | Адлер — Пермь                  |

### Сезонное движение поездов
| № поезда | Маршрут движения            | № поезда | Маршрут движения            |
| -------- | --------------------------- | -------- | --------------------------- |
| 191      | Челябинск — Санкт-Петербург | 192      | Санкт-Петербург — Челябинск |
| 591      | Приобье — Пермь — Анапа     | 592      | Анапа — Пермь — Приобье     |